# Wanda Malczewska
Wanda Justyna Nepomucena Malczewska (herbu Tarnawa; ur. 15 maja 1822 w Radomiu, zm. 25 września 1896 w Parznie) – córka Stanisława Malczewskiego i Marii Julii z domu Żurawskich. Pochodziła z rodu Malczewskich, do którego należy poeta Antoni Malczewski oraz jej bratanek, malarz Jacek Malczewski. Siostra Juliana i Marcina. Czcigodna Służebnica Boża Kościoła katolickiego.

## Życiorys
Pierwsze 24 lata życia spędziła w Radomiu, z czego pierwsze 10 za życia matki, a następne 14 u boku macochy. Była świecką mistyczką, czynną na polu społeczno-charytatywnym, prekursorką świeckich katechetów i pracownic charytatywnych, najpierw, od 1846, na terenie Klimontowa i Zagórza, obecnych dzielnic Sosnowca (diecezja sosnowiecka). Tam w 1846 zabrała ją ciotka Konstancja, siostra ojca, Leonardowa Siemieńska. W swej posłudze niosła zarówno świadectwo i naukę wiary, jak i często wypraszała wsparcie materialne dla najbiedniejszych na tym terenie. Jej wychowankiem w obu tych znaczeniach był późniejszy Apostoł Robotników Zagłębia, ks. Grzegorz Augustynik.
Po upadku powstania styczniowego, gdy w niezwykły sposób został uzdrowiony jej cioteczny brat Jacek Siemieński (1826–1872), zgodnie jednak z otrzymanym przez nią widzeniem, cała rodzina opuściła teren zaboru rosyjskiego i udała się najpierw w okolice Krakowa a następnie do innych majątków rodziny Siemieńskich, m.in. do Żytna, gdzie niosła posługę bliźnim i prowadziła życie mistyczne. Po śmierci owego kuzyna, Jacka, oraz jego matki, swojej ciotki, Konstancji Siemieńskiej, przeniosła się najpierw do klasztoru dominikanek, u św. Anny pod Przyrowem, a następnie do Parzna, gdzie też zmarła.

## Proces beatyfikacyjny
Trybunał beatyfikacyjny mający na celu przeprowadzenie procesu informacyjnego powołano w 1939, jednak z uwagi na okupację niemiecką i późniejsze rządy komunistów, przerwał on działalność. Zaginęły w tym czasie  akta z zeznaniami 25 naocznych świadków, które zostały odnalezione w 1962. Papież Jan Paweł II podczas wizyty w Łodzi 13 czerwca 1987 postawił Malczewską jako wzór świeckiego apostoła.
Obecnie trwa jej proces beatyfikacyjny. Postulatorem jest Krzysztof Nykiel. 21 lutego 2006 w Watykanie promulgowano dekret o heroiczności cnót Wandy Malczewskiej. Odtąd przysługuje jej tytuł Czcigodnej Sługi Bożej. Jej grób znajduje się w krypcie kościoła Serca Jezusowego w Parznie.

## Tablica przodków
| Tablica rodowodowa                                                            |                                                                                        |                                                                                        |                                                                                        |                                                                                        |
| Pradziadkowie                                                                 | Szymon Malczewski h. Tarnawa (?–10.10.1783) Jowianna Tęgoborska h. Szreniawa (?–?)     | ?                                                                                      | ?                                                                                      | ?                                                                                      |
| Dziadkowie                                                                    | Maciej Malczewski h. Tarnawa (1752–10.07.1830) Anna Oraczewska (1757–25.04.1840)       | Maciej Malczewski h. Tarnawa (1752–10.07.1830) Anna Oraczewska (1757–25.04.1840)       | ?                                                                                      | ?                                                                                      |
| Rodzice                                                                       | Stanisław Malczewski h. Tarnawa (1798–5.02.1848) Julia Maria Żurawska (1793–1.01.1835) | Stanisław Malczewski h. Tarnawa (1798–5.02.1848) Julia Maria Żurawska (1793–1.01.1835) | Stanisław Malczewski h. Tarnawa (1798–5.02.1848) Julia Maria Żurawska (1793–1.01.1835) | Stanisław Malczewski h. Tarnawa (1798–5.02.1848) Julia Maria Żurawska (1793–1.01.1835) |
| Czcigodna Służebnica Boża Wanda Malczewska h. Tarnawa (15.05.1822–25.09.1896) |                                                                                        |                                                                                        |                                                                                        |                                                                                        |

## Prorocze widzenie Cudu nad Wisłą
15 sierpnia 1873 Wanda Malczewska miała wizję, w której usłyszała następujące słowa od Matki Bożej: 

Uroczystość dzisiejsza wnet stanie się świętem narodowym, dla was, Polaków, bo w tym dniu odniesiecie zwycięstwo nad wrogiem, dążącym do waszej zagłady.

Zwycięstwo Polaków w bitwie warszawskiej 1920 może być traktowane jako spełnienie tych słów.

## Upamiętnienia
- Park w Sosnowcu[4]
- Ulice w Bełchatowie[5] i Radomiu[6]
- Muzeum Modlitewnika Polskiego w Parznie[7]
- Zespół Szkół Ponadgimnazjalnych w Żytnie[8]
- Zespół Szkół w Klukach[9]
- Szkoła Podstawowa w Parznie[10]
- Szkoła Nowej Ewangelizacji na os. Radogoszcz w Łodzi[11]
- Nagroda im. Wandy Malczewskiej[12]
- Stowarzyszenie Ochrony Dzieci im. Wandy Malczewskiej[13]

## Publikacje
- Wanda Malczewska (opracował Grzegorz Augustynik): Pisma Sługi Bożej Wandy Malczewskiej / wydane drukiem przez Augustynika, umieszczone w książce pt. „Miłość Boga i Ojczyzny”. Łódź: „Drukarnia Polska” Ludomira Mazurkiewicza, 1939. Brak numerów stron w książce[14]
- Wanda Malczewska (opracował Alojzy Majewski): Wizje, przepowiednie, upomnienia dotyczące Kościoła i Polski. Wyd. 1. Wrocław: Arka, 1995. ISBN 83-85647-05-8. Brak numerów stron w książce[14]